# Ćwiczenie epizodyczne
Ćwiczenie epizodyczne – rodzaj ćwiczenia taktycznego, operacyjnego lub strategicznego, w czasie którego szkoleni rozwiązują samodzielnie bądź w małych zespołach pewne ściśle określone fragmenty organizacji lub prowadzenia działań bojowych. Może przybrać formę treningu sytuacyjnego.